# Drowned World Tour
Drowned World Tour pågick 9 juni-15 september 2001 och var Madonnas femte turné. Den var en blandning av musik och teater. Showen hade fem delar: Punk, Geisha, Country/western, Latino och Ghetto. Scenen var som en teaterscen och medelstor. Den hade några hissar och videoskärmar.

## Låtlista
1. Drowned World / Substitute For Love
2. Impressive Instant
3. Candy Perfume Girl
4. Beatiful Stranger
5. Ray Of Light
6. Video Intro: Paradise (Not For Me)
7. Frozen
8. Open Your Heart (Intstrumentalt intro)
9. Nobodys Perfect
10. Mer Girl Part 1 / Sky Fits Heaven / Mer Girl Part 2
11. What It Feels Like for a Girl (Video Interlude)
12. I Deserve It
13. Don't Tell Me
14. Human Nature
15. The Funny Song (Oh Dear Daddy)
16. Secret
17. Gone (sjöngs på alla europeiska föreställningar och på utvalda amerikanska föreställningar]
18. You'll See (på utvalda amerikanska föreställningar)
19. Don't Cry For Me Argentina (Instrumentalt intro)
20. Lo Que Siente La Mujer (Spansk version av What It Feels Like For A Girl)
21. La Isla Bonita
22. Holiday
23. Music